# Solitude Productions
Solitude Productions ist ein russisches Musiklabel, welches im Juli 2005 von Jevgenij Semenjow gegründet wurde und das Tonträger hauptsächlich von Bands aus dem Death- und Funeral-Doom vertreibt.

## Geschichte
Solitude Productions wurde im Juli 2005 von den Russen Jevgenij Semenjow und Sergey Terentjev mit Sitz in Orjol mit der Intention, die Tonträger russischer Doom-Bands zu vertreiben, gegründet. Das Label entstand aus dem Bestreben der nationale Szene eine Basis zur Verfügung zu stellen. Die Kontakte zu weiteren früh in der Geschichte des Labels veröffentlichten Gruppen basierten auf einem nationalen Online-Forum, dass sich dem Doom Metal widmete.
Als erste Veröffentlichung des Labels erschien das Debüt der von Semenjow mit initiierten Band Intaglio. Intaglio ist die erste Veröffentlichung einer russischen Funeral-Doom-Band auf einem regulären Label. Diese wurde nachkommend zu einem wichtigen Wegpunkt der Entwicklung der landestypischen Variante des Genres, des nationalen Doom-Metal-Musikgeschäftes sowie der nationalen Metal-Szene gewertet. Bald öffnete sich das Label auch für Bands aus anderen früheren Sowjetrepubliken wie Weißrussland, Ukraine und Lettland. Außerdem wurden bereits ausverkaufte Frühwerke bekannter Funeral-Doom-Bands wie Evoken und Catacombs neu veröffentlicht.
Im Jahr 2006 wurde das Sublabel BadMoodMan Music gegründet, um sich stilistisch auch Bands anverwandter Genres wie Ambient, Gothic Metal, Black Metal und Death Metal zu öffnen. Mit Slow Burn Records folgte ein weiteres Sublabel. Auf diesem wurde ein Schwerpunkt auf Post-Metal, Post-Rock und ähnliche Stile gelegt. Zugleich wurde 2009 eine „Art of Silence“ genannte Reihe unter dem Label BadMoodMan Music begonnen, die gelegentlich als eigene Sub-Label-Variante identifiziert wird.

## Veröffentlichungen (Auswahl, chronologisch)
| Solitude Productions - 2004: Intaglio: Intaglio - 2005: Ekklesiast: Холод - 2006: Evoken: Embrace the Emptiness - 2006: Reido: F:\all - 2007: Catacombs: Echoes Through the Catacombs - 2007: Hierophant: The Tome - 2009: Ea.: II - 2009: Diverse: Rising of Yog-Sothoth: Tribute to Thergothon - 2010: Ophis: Withered Shades - 2010: Shattered Hope: Absence - 2010: Who Dies in Siberian Slush: Bitterness of the Years That Are Lost - 2010: The Undergrave Experience: Macabre – Il richiamo delle ombre - 2011: Enth: Enth - 2011: Funeral: To Mourn Is a Virtue - 2011: Comatose Vigil: Fuimus, Non Sumus … - 2011: Abstract Spirit: Horror Vacui - 2011: Septic Mind Истинный зов - 2011: Night of Suicide: Desire - 2012: Doomed: In My Own Abyss - 2012: Evadne: The Shortest Way - 2012: Abske Fides: Abske Fides - 2013: The Howling Void: Nightfall - 2013: Everlasting: March of Time - 2013: Mental Torment: On the Verge… - 2013: Vin de Mia Trix: Once Hidden from Sight | - 2014: Wijlen Wij: Coronachs of the Ω - 2014: Et Moriemur: Ex Nihilo in Nihilum - 2014: Woebegone Obscured: Deathscape MMXIV - 2014: Doom:VS: Earthless - 2014: Doomed: Our Ruin Silhouettes - 2014: Luna: Ashes to Ashes - 2014: Frowning: Funeral Impressions - 2014: Oktor: Another Dimension of Pain - 2015: Fallen: Fallen - 2015: Dryom: 2 - 2015: Ennui: Falsvs Anno Domini - 2015: HellLight: Journey Through Endless Storms - 2016: Quercus: Heart with Bread - 2016: Camel of Doom: Terrestrial - 2017: Woe Unto Me: Among the Lightened Skies the Voidness Flashed - 2017: Mesmur: S - 2017: Lorelei: Тени октября - 2018: Voidhaven: Voidhaven (EP) - 2019: Fvneral Fvkk: Carnal Confessions - 2019: Urza: The Omnipresence of Loss - 2019: Mesmur: Terrene - 2019: Ornamentos del Miedo: Este no es tu hogar - 2020: Eyeless in Gaza: Act I: The Protagonist - 2020: Ivan: Silver Screens - 2020: Towards Darkness: Tetrad | BadMoodMan Music - 2007: Kauan: Lumikuuro - 2008: Opaque Lucidity: Opaque Lucidity - 2009: Voida: Voida - 2009: Odio Vestri: Darkness of Sorrow - 2009: Dispersive Light: Dispersive Light - 2010: Sadael: Essence - 2012: Raventale: Transcendence - 2012: Edenian: Winter Shades - 2012: Aut Mori: Первая слеза осени - 2013: Wine from Tears: Glad to be Dead - 2013: Lorelei: Угрюмые Волны Студеного Моря - 2014: Helevorn: Compassion Forlorn - 2016: Immensity: The Isolation Splendour - 2016: Subterranean Disposition: Contagiuum and the Landscapes of Failure - 2017: Marche Funèbre: Into the Arms of Darkness - 2017: Narrow House: Thanathonaut - 2019: Helevorn: Aamamata - 2019: Amber Tears: Когда Нет Троп - 2020: Invernoir: The Void and the Unbearable Loss | Slow Burn Records - 2010: Fading Waves: The Sense of Space - 2011: Somnolent: Renaissance Unraveling - 2011: Drawers: All Is One - 2011: Reido: -11 - 2012: Whales And Aurora: The Shipwreck - 2013: Slowrun: Prologue - 2013: Osoka: Osoka - 2014: Sequoian Aequison: Onomatopoeia - 2018: AstorVoltaires: La Quintaesencia de Júpiter |